# هانس أندريسن
هانس أندريسن هو دراج دنماركي، ولد في 3 أكتوبر 1927 في Rudersdal Municipality ‏ في الدنمارك، وتوفي في ديسمبر 2013.

## وصلات خارجية
- هانس أندريسن على موقع أرشيف الدراجات (الإنجليزية)
- هانس أندريسن على موقع إحصائيات الدراجات الإحترافية (الإنجليزية)
- هانس أندريسن على موقع أوليمبيديا (الإنجليزية)